# Magnus Falkehed
Magnus Falkehed, född 30 september 1967 i Huddinge församling, är en svensk journalist och författare. Han arbetar som utrikesreporter för Expressen sedan maj 2016.
2005 publicerade Falkehed reportage- och analysboken Le Modèle suédois – ce qui attend la France på det schweiziska förlaget Payot. Hans andra verk, kåseri- och receptsamlingen Fransk afton – maten, musiken, bistroerna, Paris, utgavs 2010 på Norstedts förlag.
2011 blev Falkehed Dagens Nyheters korrespondent i Paris. Vid sidan av Paris och Frankrike rapporterade han även från Nordafrika och Mellanöstern. Förutom i Dagens Nyheter har han också skrivit i tidningar som Göteborgs-Posten, Sydsvenskan, Dagens Industri och Fokus.
Magnus Falkehed och fotografen Niclas Hammarström tillfångatogs i närheten av Yabroud i Syrien den 23 november 2013 efter en veckas reportageresa. Den 8 januari 2014 meddelade UD att Falkehed och Hammarström släppts fria. Trots fångenskapen fick de ut ett reportage från konfiktzonen som publicerades en följande vecka, samma dag, i ett samarbete mellan Dagens Nyheter och i Aftonbladet. I mars 2015 publicerade de boken Idag ska vi inte dö – Fångar i krigets Syrien på Norstedts förlag.
Under 2015 och 2016 arbetade de båda journalisterna med projektet Krigets barn, en reportageserie och kringresande utställning om barns situation i krig på olika håll i världen.
I februari 2021 fick Magnus Falkehed och Niclas Hammarström motta Nils Horner-priset för god utrikesjournalistik, med motiveringen ”För att de med sina reportage från såväl konfliktzoner som coronapandemins frontlinjer, med stark närvaro och empati, vidgar våra perspektiv på mänskligt mod och lidande.”  I juni samma år vann de båda kollegorna andra pris i den internationella tävlingen INMA Global Media Awards för dokumentären Pandemin inifrån. (engelska:Inside the Pandemic).